# Udo van de Wetterau
Udo van de Wetterau (ca. 895 - 2 december 949) was een prominente Duitse edelman uit de tiende eeuw. Hij was een zoon van Gebhard van Lotharingen.
In 914 werd Udo benoemd tot graaf van de Wetterau en stichtte een Mariakerk in Wetzlar. De Wetterau was een van de graafschappen van zijn vader Gebhard van Franconië geweest en Udo verwierf ook nog twee andere graafschappen die van hem waren geweest: de Rijngouw in 917 en de Lahngouw in 918.
Udo is vooral bekend door de slag bij Andernach op 2 oktober 939. De opstandige hertogen Giselbert II van Maasgouw en Everhard III van Franken hadden de graafschappen van Udo en zijn neef Koenraad (graaf van de Neder-Lahngouw) ten oosten van de Rijn geplunderd. Hun strijdmacht was zo groot dat Udo en Koenraad hen niet konden weerstaan. Maar toen de opstandelingen bij Andernach de Rijn weer overstaken om terug te keren naar Lotharingen hadden Udo en Koenraad een kans. Giselbert en Everhard waren nog bij hun achterhoede op de oostelijke oever toen het grootste deel van hun leger de oversteek al had gemaakt. Op dat moment vielen Udo en Koenraad aan en versloegen de troepen die nog achtergebleven waren. Everhard werd daarbij gedood en Giselbert verdronk toen hij over de Rijn probeerde te vluchten. De opstand was hiermee gebroken en koning Otto I de Grote kon eenvoudig zijn gezag herstellen. Udo werd hierdoor een gunsteling van Otto: bij de dood van Koenraad (949) werd hij ook benoemd tot graaf van de Neder-Lahngouw en Udo kreeg van Otto het recht om zijn graafschappen en andere lenen naar eigen goeddunken onder zijn zonen te verdelen.
Udo trouwde met een dochter van Herbert I van Vermandois, die vermoedelijk Cunigonde heette. Zij kregen de volgende kinderen:
- Gebhard (ovl. 938), gesneuveld in de strijd tegen de opstand van Thankmar, de ouder halfbroer van koning Otto.
- Herbert (ca. 930 - 992)
- Otto
- Udo (ovl. 26 augustus 965), 13 augustus 950 benoemd tot bisschop van Straatsburg, mogelijk dezelfde persoon als zijn broer Otto.
- Judith